# ریچ سومر
ریچ سومر (انگلیسی: Rich Sommer؛ زادهٔ ۲ فوریهٔ ۱۹۷۸) یک هنرپیشه اهل ایالات متحده آمریکا است.

## گزیده فیلمشناسی
از فیلم‌ها یا برنامه‌های تلویزیونی که وی در آن نقش داشته است می‌توان به آثار زیر اشاره کرد.
- روز دوست دختر ()
- تابستان ۱۹۸۴ ()
- سلام، اسم من دوریس است ()
- شیطان پرادا می‌پوشد ()
- ال.بی.جی ()
- مد من () به عنوان نقش اصلی
- گلو ()
- سلست و جس برای همیشه
- عشق ()
- نمایش منظم ()
- رفتار بی‌‌فایده و احمقانه